# Медицинское стекло

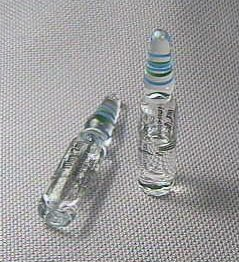
Ампулы с лекарством

Медицинское стекло — обобщенное название разнообразных изделий из стекла, предназначенных для хранения и упаковки лекарственных средств, инъекционных и бактериологических растворов или являющиеся предметами ухода за больными.

## К медицинскому стеклу относятся
- аптекарская посуда;
- флаконы для антибиотиков;
- ампулы, шприцы и другие предметы ухода за больными;
- трубки, являющиеся полуфабрикатами для изготовления различных изделий.

Медицинское стекло предназначено для хранения и упаковки лекарственных средств, инъекционных и бактериологических растворов, а также для изготовления предметов по уходу за больными. К медицинским стеклам относятся аптекарская посуда, ампулы, флаконы для антибиотиков и т. п. Заводы медицинского стекла выпускают в довольно большом количестве стеклянные трубки и дрот, из которых затем изготовляются шприцевые цилиндры, ампулы, флаконы, пробирки и другие изделия.
Основные требования к медицинским стеклам сводятся к тому, чтобы они не взаимодействовали с содержащимися в них лекарствами. При хранении лекарственных препаратов не должно происходить изменение их свойств или выделение каких-либо осадков. Поэтому одно из основных требований — достаточно высокая химическая устойчивость по отношению к хранящимся в них препаратам. При хранении в них лекарств, разлагающихся под воздействием солнечных лучей, к стеклу предъявляются требования и по светозащитным свойствам. В тех случаях, когда изделия проходят термическую обработку на горелке, выбирают стекла, обладающие малой склонностью к кристаллизации.
Медицинские изделия вырабатывают преимущественно из нейтральных стекол (марок НС-1 и НС-2), из щелочного стекла (марок НБ-1, МТ и ОС) и из светозащитного оранжевого стекла.
Кроме указанных оксидов введение в состав новых оксидов допустимо лишь после фармакологической проверки лечебных препаратов, хранившихся длительное время в сосудах из стекла нового рецепта. Не допускается введение в состав стекла токсичных оксидов, таких, как Аs2O3, Na2O3, Р2O5 и соединения фтора. В зарубежных стеклах часто содержатся ВаО и ZnО.
В зависимости от состава медицинские стекла характеризуются различной химической устойчивостью и имеют различное назначение. Стекла марок НС-1 и НС-2 относят к классу нейтральных стекол. Они обладают высокой устойчивостью к стерилизации паром в автоклаве при давлении 200 −103 Па. В последнее время разработано нейтральное стекло НС-3 с повышенной химической устойчивостью. Хорошо зарекомендовало себя химически и термически стойкое стекло Т-1 (сиал). Стекло марки АБ-1 допускает стерилизацию в автоклаве и не образует при этом высокощелочных растворов и осадков в виде хлопьев. Стекла марок МТ и ОС не допускают стерилизацию паром в автоклаве, так как при этом создается высокая щелочность растворов.
Варку медицинских стекол производят в ванных печах непрерывного действия производительностью 5—25 т стекломассы в сутки. Температура варки в среднем 1480—1650 °С, температура выработки 1200—1250 °С. 
За исключением стекол марок НС, медицинские стекла хорошо провариваются и осветляются. Стекла марок НС из-за пониженного содержания щелочных оксидов плохо осветляются. При варке этих стекол эффективное воздействие оказывает бурление стекломассы. При варке оранжевых стекол в их шихту для окраски вводят сульфат натрия с избытком восстановителя (угля). При варке таких стекол в них образуются сульфиды металлов, окрашивающие стекло в оранжевый цвет.
Выработку медицинских изделий из стекла производят на различных машинах. Ранее отмечалось, что ряд изделий изготовляют из дрота, который в этих случаях является полуфабрикатом. К их числу относятся ампулы и флаконы. Ампулы получают на ампульных автоматах «ММ30» и «FA36». Производительность автоматов «ММ30» в зависимости от ёмкости ампул колеблется от 2800 шт/час (для ампул ёмкостью 30 мл) до 4200 шт/час (для ампул ёмкостью 1 мл). Флаконы из дрота получают на вертикальных машинах FLA20 и FLA35. Производительность их составляет 2800-4200 флаконов в час.
Для изготовления банок, склянок, бутылей применяют также автоматы FLA20 и FLA35.
Аптекарская посуда, как правило, изготовляется с притертыми пробками. Банки и склянки, изготовляемые под притертую пробку, имеют внутреннюю поверхность горла с конусностью 1 : 10. Пробку формуют методом прессования на ручных прессах. Пробки притирают на станках с помощью вращающегося шпинделя с деревянным патроном, в который вставляют стеклянную пробку.
Технологический процесс варки стекол заключается в следующем. Вначале подготавливают горшок для варки стекла. Шамотный горшок после формования подвергают сушке, затем обжигу при 850—900 °С. Высокотемпературный обжиг осуществляют в горшковой печи при 1450—1550 °С, куда его вставляют после обжига. После окончания выводки горшок готов для варки в нём стекла, которую начинают засыпкой в него сначала возвратного боя стекла (при температуре около 1350 °С), а затем шихты (при температуре около 1400 °С).
Осветляют стекломассу при максимальных температурах, для ряда стекол они составляют 1400—1450 °С. В период осветления иногда проводят бурление стекломассы и хальмование поверхности стекла. Механическое перемешивание стекломассы осуществляют или вскоре после засыпки шихты, или после осветления и снижения температуры на 80—100°С. Охлаждение стекломассы до температур выработки продолжается несколько часов, после чего горшок выставляют из печи и начинают отливку стекла.
Выработку оптического стекла производят четырьмя основными способами: 
- «классическим» — охлаждением стекла непосредственно в стекловаренном горшке с последующей разбивкой на куски; отливкой в виде блока; в этом случае стекломассу отливают из горшка в разборную квадратную стальную форму, установленную на стальную плиту;
- прокаткой в виде листа, при которой стекломассу отливают из горшка на стальной охлаждаемый водой стол и прокатывают стальным валом в лист заданной толщины;
- отливкой в виде бруска; в данном случае стекломассу выливают через отверстие в дне платинового тигля в виде бруска заданного сечения.

- Могут быть использованы и другие способы формования оптического стекла (например, способ ВВС очковых стекол).

Получаемые блоки и бруски оптического стекла следует рассматривать как полуфабрикат. Для получения заготовок заданной формы выработанное оптическое стекло подвергают разделке. Её можно осуществлять как термической, так и механической обработкой. Под термической обработкой следует понимать моллирование, то есть придание размягченному стеклу заданной формы под воздействием сил собственной тяжести. Этот способ чаще всего используют для стекол, полученных «классическим» способом, то есть тогда, когда стекло, оставленное охлаждаться в горшке, потом было разбито на отдельные куски. Моллирование проводят в термических печах при температуре 600—1000°С.
В одних случаях моллирование осуществляют в шамотных прямоугольных формах, з которых с текло при размягчении принимает конфигурацию самой формы. В других случаях моллирование стекла совмещают с прессованием. Этот способ осуществляют в туннельных печах для моллирования. Заготовки, полученные по первому и второму способам, подвергают шлифованию и полированию, которые производят на обычных карусельных шлифовально-полировальных станках диаметром до 3 м.
При механической обработке отливки оптического стекла в виде блоков подвергают разделке на специальных колочных прессах. С помощью этих прессов блок раскалывается последовательно на два, четыре, восемь и т. д. кусков правильной прямоугольной формы. С целью изготовления из них заготовок заданной конфигурации их подвергают распиловке на циркульных пилах.
Особое место в технологическом процессе получения оптических стекол занимает отжиг. От качества его проведения зависят такие ведущие свойства стекла, как двойное лучепреломление и оптическая однородность. Поэтому все оптические стекла подвергаются тонкому отжигу, который занимает достаточно длительное время. Так, в случае отжига больших астрономических дисков продолжительность его составляет несколько
месяцев. Отжигают в периодических, как правило электрических, печах. Температура отжига в зависимости от марки стекла может составлять 380—660 °С. Допускаемые остаточные напряжения при этом не должны превышать 50 ммк/см. В зависимости от размера заготовки и требуемого качества стекла по двойному лучепреломлению и оптической однородности режим отжига может быть различным для одной и той же марки стекла.